# Warengruppenmanagement

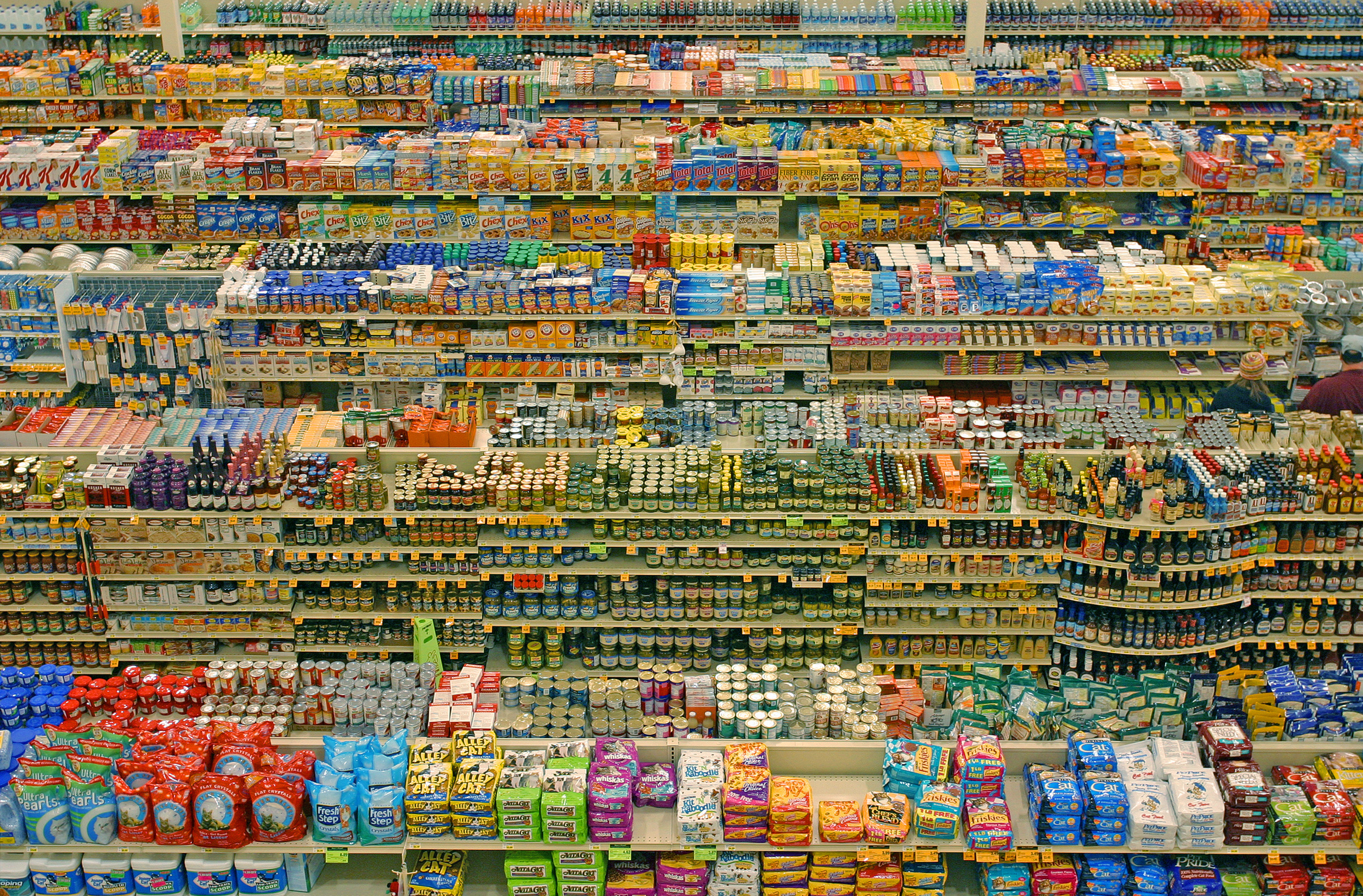
Lebensmittelangebot bei Fred Meyer in Portland (Oregon), Foto von 2004

Warengruppenmanagement (oftmals auch englisch Category Management) beschreibt einen gemeinsamen Prozess von Händlern und Herstellern, bei dem Warengruppen oder Service-Kategorien als strategische Geschäftseinheiten geführt und gemanagt werden. Ziele sind dabei die Erhöhung des Kundennutzens und die Verbesserung von betrieblichen Ergebnissen.
Die Ursprünge des Category Managements lagen in den späten 1980er Jahren im Handelsmarketing stationärer Einzelhändler; heute wird es für die verschiedensten Verkaufskanäle angewandt.

## Hintergrund

### Betriebswirtschaftliche Einordnung
Category Management zählt zur Absatzpolitik und hier zur Disziplin der Sortimentspolitik. Es gilt als ein Konzept des betrieblichen Managements, das Abläufe, bedingt durch die Entwicklung zu Käufermärkten, stark kundenorientiert ausrichtet und so Betriebsergebnisse (wie Gewinn oder Erlös) optimiert. Hersteller und Händler kooperieren dabei möglichst umfangreich. Die Tätigkeiten erfolgen systematisch, fakten- und datenorientiert.

### Entwicklung
In den westlichen Industrieländern veränderte sich in den 1980er und frühen 1990er Jahren der Handel merklich. Traditionelle Sortimentsgrenzen zwischen verschiedenen Einzelhandelsgeschäften wurden durchlässiger, Discounter eroberten Marktanteile, Category Killer traten auf (wie beispielsweise Staples oder Toys “R” Us) und Handelsmarken drückten auf die Preise von Markenartikeln.
Einige Einzelhändler begannen, ihre Kundenorientierung zu stärken, um bestehen zu können. Händler schlossen sich zudem ab 1994 zur gemeinsamen Initiative Efficient Consumer-Response zusammen, um erfolgreiche Verfahren beim Lieferketten- und Nachfragemanagement zu entwickeln und auszubauen. Category Management hatte hier die Funktion, den Konsumenten besser zu verstehen, seine Bedürfnisse besser zu befriedigen und so vor den neuen Wettbewerbern abzuschirmen. Es entwickelte sich zu einer Plattform der Zusammenarbeit von Herstellern und Einzelhändlern, die ihr traditionelles Verhältnis zueinander veränderte. Category Management verbreitete sich in vielen Vertriebskanälen (wie Supermärkten, Hypermärkten, Drogerien, Convenience Shops, Fachgeschäften und allgemeinen Warenhäusern) und allen Branchen (Einzelhändler, Großhändler und Hersteller).
Neue Generationen von Konsumenten mit veränderten Lebensstilen, Werten und Erwartungen sowie regulatorische Vorgaben des Staates haben die konkrete Ausgestaltung des Category Managements seit der Jahrtausendwende ebenso beeinflusst wie das Aufkommen neuer Absatzkanäle (online und mobile) und der Handel auf virtuellen Marktplätzen. Ende 2021 ist das Modell einer Revision und begrifflichen Schärfung unterzogen worden.

## Category Management-Prozess

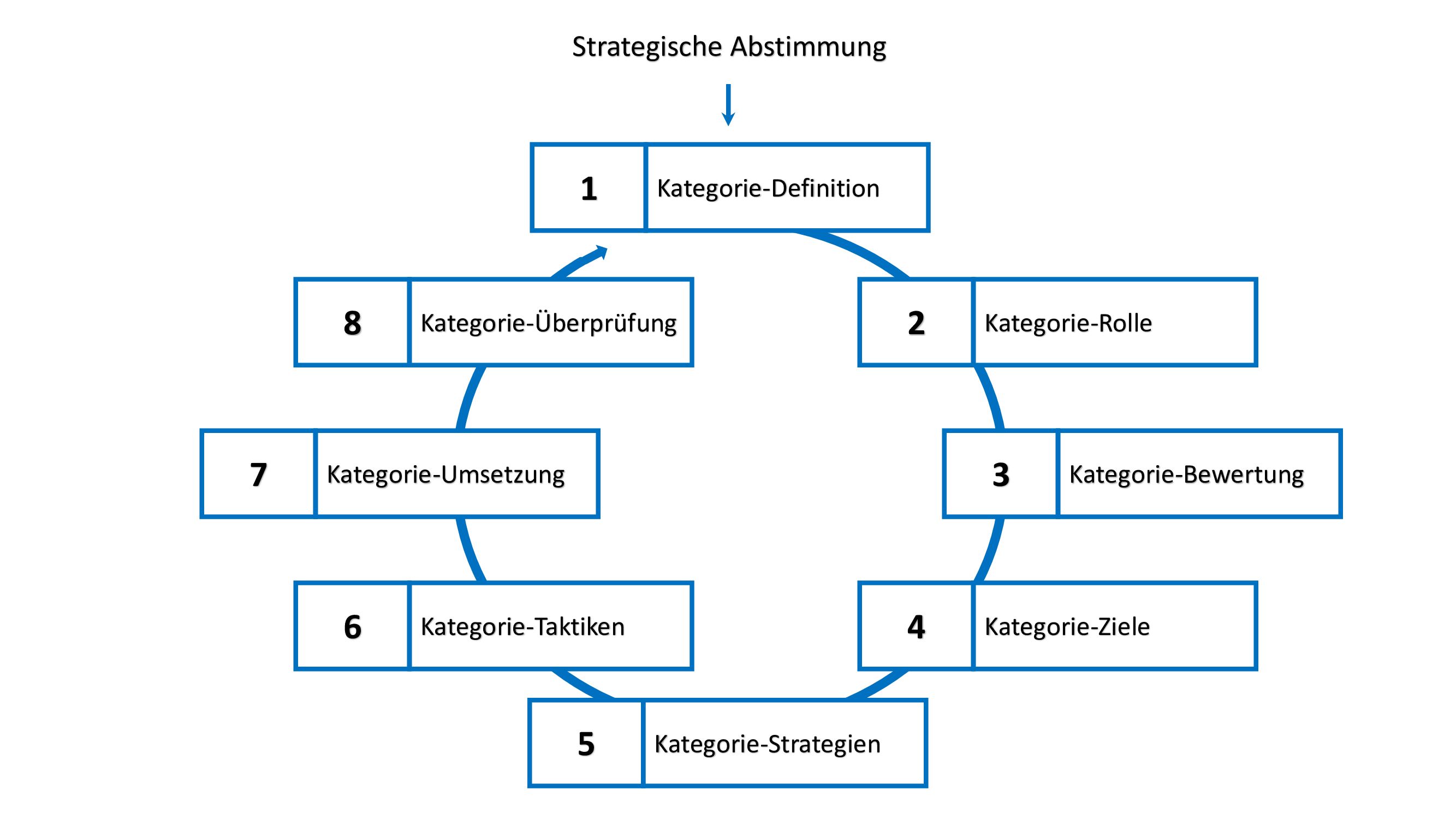
Acht Schritte des Category Management-Prozesses

Für die Veranschaulichung der Systematik im Category Management hat sich ein achtschrittiges Schema durchgesetzt. Es zeigt, wie „die zu treffenden Entscheidungen über das Sortiment, die Preispolitik, die Werbung und Verkaufsförderung sowie die Regalplatzierung zu unterstützen und im Sinne des strategischen Gesamtkonzepts aufeinander abzustimmen“ sind.

### Strategische Abstimmung
In manchen Publikationen zum Thema geht dem eigentlichen Category Management-Prozess eine einleitende Abstimmung voraus, in anderen Schriften ist diese Abstimmung bereits Teil des Category Management-Prozesses. Die beteiligten Partner (Herstellerorganisation und Händlerorganisation) stimmen sich hier vor dem Start über die Grundsätze des Projekts ab. Hier geht es unter anderem um den Abgleich von Zielen, vertragliche Vereinbarungen, Rahmenbedingungen (wie das Teilen von Informationen gegen Vertraulichkeit), Ressourcen und mögliche Konflikte.

### 1. Schritt: Kategorie-Definition
Die Partner definieren die Kategorien. Diese Waren- oder Dienstleistungsgruppen werden vom Verbraucher als zusammengehörend wahrgenommen, er kann sie von anderen Gruppen deutlich unterscheiden. Die „Vorstellungen der Nachfrager über die Zusammengehörigkeit von Artikeln“ ist bei der Kategorie-Definition mindestens genauso bedeutsam wie die „physische Ähnlichkeit der Artikel“. So ist in einer Tankstelle mit Lebensmittelverkauf die Kategorie (hier Warengruppe) „Getränke“ von der Kategorie „Non-Food“ unterscheidbar. Die Kategorie „Getränke“ lässt sich wiederum in Segmente unterteilen, beispielsweise in Fruchtsäfte, Gemüsesäfte, alkoholfreie Getränke, Spirituosen, Bier, Wein und Sekt. Bei der Definition von Kategorien fließen Ergebnisse der Marktforschung über Erwartungen und das Kaufverhalten von Konsumenten ein.

### 2. Schritt: Kategorie-Rolle
Die Festlegung der Rolle der Kategorie ist Aufgabe des Händlers. Sie wird zwar hinterfragt, idealerweise aber nicht häufig verändert, um gewünschte Resultate erbringen zu können. Bei der Rollen-Festlegung können die Hersteller unterstützen. Die definierte Rolle soll der strategischen Bedeutung einer Warengruppe im Marketing entsprechen. Sie hat Konsequenzen für die aufzuwendenden Ressourcen, beispielsweise die die Regalfläche oder das Werbebudget. Häufig werden vier bis fünf klassische Rollen unterschieden:
| Rolle                       | Beispiel im Supermarkt |
| --------------------------- | ---------------------- |
| Kategorien zur Profilierung | Frische Backwaren      |
| Pflicht-Kategorien          | Grundnahrungsmittel    |
| Kategorien zur Ergänzung    | Einfache Küchenhelfer  |
| Trend-Kategorien            | Naturkosmetik          |
| Saison-Kategorien           | Grillbedarf            |

### 3. Schritt: Kategorie-Bewertung
In diesem Schritt werden die Kategorien auf ihr Umsatzpotenzial hin betrachtet. Diese werden priorisiert. Zugleich werden die Ansatzpunkte zur Realisierung dieser Potenziale identifiziert. Kennzahlen spielen eine wichtige Rolle, sie beziehen sich auf Absatz und Umsatz, den Deckungsbeitrag und die Rentabilität, ferner auf den Konsumenten. In den vier Dimensionen Konsument, Markt, Händler und Hersteller können so systematisch Soll-Ist-Vergleiche gezogen werden.

### 4. Schritt: Kategorie-Ziele
Die zu bestimmenden Ziele für einzelne Kategorien unterscheiden sich häufig. „Während bei einer Profilierungskategorie Umsatz- und Marktanteilsziele von großer Bedeutung sind, spielen bei Ergänzungskategorien eher Margenziele eine Rolle.“ Ziele werden in der Regel in vier Bereichen festgelegt, sie beziehen sich auf den Kunden, den Markt, die Finanzen und die Produktivität. Diese Ziele sollen nicht mit den strategischen Zielen der Händler und Hersteller kollidieren, sondern diesen auf der Ebene der Warengruppen/Kategorien entsprechen.

### 5. Schritt: Kategorie-Strategien
Im nächsten Schritt werden passende Strategien für die Warengruppen entwickelt. In der Regel sind folgende Hauptstrategien relevant:
- Steigerung der Kundenfrequenz: Artikel mit hoher Kundenbindung sollten besonders niedrig kalkuliert werden. Artikel mit hoher Preiselastizität sollten unter dem Preisniveau der Mitbewerber liegen.
- Erhöhung des Transaktionswertes: Die durchschnittliche Ausgabe je Kundenbesuch beziehungsweise die abgesetzte Menge pro Einkauf soll erhöht, Spontankäufe sollen angeregt werden.
- Gewinnerhöhung: Höhere Margen sollen erzielt werden, ohne die Wettbewerbsposition zu gefährden.
- Marktanteil verteidigen: Die eigene Position im Vergleich zu Wettbewerbern soll gehalten beziehungsweise verbessert werden.
- Kundenzufriedenheit erhöhen: Insbesondere innovative Produkte und die Erfüllung von (bewussten und unbewussten) Kundenbedürfnissen sollen die Kundenzufriedenheit stärken.
- Image verbessern: In der Zielgruppe soll das gewünschten Image aufgebaut beziehungsweise geschärft werden.

### 6. Schritt: Kategorie-Taktiken
In der Sortimentspolitik, der Preisgestaltung, der Präsentation der Waren im Regal sowie der Verkaufsförderung geht es nun um die Auswahl konkreter Optimierungsmaßnahmen.
| Rolle        | Sortiment                          | Preis                 | Präsentation             | Verkaufsförderung           |
| ------------ | ---------------------------------- | --------------------- | ------------------------ | --------------------------- |
| Profilierung | möglichst breit, tief und komplett | Preisführerschaft     | beste Platzierung        | aktiv, aggressiv, innovativ |
| Ergänzung    | begrenzt                           | akzeptabel, eher hoch | weniger gute Platzierung | sehr selten                 |

Die Auswahl der konkreten Taktiken und die Methoden ihrer Evaluation sind dabei umfangreich.

### 7. Schritt: Kategorie-Umsetzung
Nach der Genehmigung der Maßnahmen, der Zuteilung notwendiger Ressourcen und der Terminierung von Einzelschritten werden die ausgewählten Taktiken vor Ort umgesetzt. Hierbei gelten widersprüchliche
interne Prioritäten (zwischen Hersteller und Händler), nicht kompatible Systeme, unzureichend qualifizierte oder wenig erfahrene Mitarbeiter sowie hoher Zeitdruck als Risikofaktoren. In der Literatur wird darum eine Pilotphase vor dem eigentlich Rollout empfohlen.

### 8. Schritt: Kategorie-Überprüfung
Dieser Schritt ist der Erfolgskontrolle gewidmet. Es ist zu klären, ob und inwieweit die festgelegten Kategorie-Ziele durch die Maßnahmen erreicht werden konnten. Treten Abweichungen des „Soll“ vom „Ist“ auf, sollten die Ursachen dafür ermittelt und kommuniziert werden, damit Lernpotenziale für weitere Projekte erschlossen werden.

## Category Manager
Ein Category Manager ist dafür verantwortlich, Warengruppen aus Sicht der Käufer beziehungsweise Konsumenten sinnvoll zu strukturieren, die passenden Produkte der Warengruppe (wieder) zu beschaffen und absatzschwache Artikel auszulisten. Category Management ist kein Ausbildungsberuf. Als Category Manager arbeitende Personen haben oft eine entsprechende Fachfortbildung oder ein BWL-Studium absolviert.

## Category Advisor
Im Zuge eines kooperativen Category Managements zwischen Handel und Industrie können Hersteller „Category Advisor“ – früher „Category Captain“ genannt – werden. Sie haben die Aufgabe, beim kundengerechten Auftritt der entsprechenden Kategorie sowie bei der Optimierung des Sortiments in allen Filialen des Händlers zu beraten. In der Regel sind nur führende Hersteller Category Advisor, denn Händler erwarten von ihnen eine tiefgreifende Kategorie- und Kundenexpertise sowie wettbewerberübergreifende Empfehlungen. Bei einem nordrhein-westfälischen Edeka-Händler war beispielsweise Ferrero Category Advisor für Süßwaren.

## Kooperation
Category Management überschreitet die traditionellen Grenzen zwischen Herstellung und Handel. Die jeweils spezifischen Entscheidungs- und Durchsetzungsprozesse sind nun zu koordinieren. Weil in bestimmten Bereichen die Märkte nicht wachsen (→Marktsättigung), kann eine gelingende Kooperation zur Verdrängung von Wettbewerbern führen. Die Zusammenarbeit darf allerdings nicht so weit gehen, dass das Wettbewerbsrecht verletzt wird. Hersteller und Händler achten in der Kooperation auf Wahrung ihrer jeweiligen Kernkompetenz: Der industrielle Hersteller hat kein Interesse daran, dass der Handel das Marketing-Know-how des Herstellers zur Stärkung von Eigenmarken nutzt, welche die Chancen von Markenprodukten mindern; der Handel wird sich die Hoheit über das Sortiment nicht aus der Hand nehmen lassen.

## Vorteile und Einwände
Das Konzept bewirkt nach Angaben von Branchenfachleuten positive Effekte:
- Es fördere die Sorimentskompetenz.[47]
- Es stärke die Shopper-Perspektive, also jene der aktiv Waren und Dienstleistungen erwerbenden Käufer.[48][14]
- Ein weiteres Ergebnis seien häufig Umsatzsteigerungen.[49][50]
- Anwender von Category Management erwarten zudem Kostensenkungen beziehungsweise berichten davon.[51]

Das Konzept Category Management wird gelegentlich kritisiert. Wichtige Argumente sind dabei:
- Die Bildung und Abgrenzung einzelner Kategorien ist häufig noch an traditionellen Warengruppen orientiert.
- Im Handel wird auf Kundenorientierung Wert gelegt, die sich an den Einzelkunden richten soll; im Marketing hingegen dominiert häufig der Durchschnittskunde.
- Category Management kann partikularistisches Denken und Handeln fördern („Warengruppenegoismus“) und übergreifende Ansätze durchkreuzen.
- Zentrale Einkaufsabteilungen können größere Synergieeffekte erzielen als Category Manager.
- Die gegenseitige Abhängigkeit von Herstellern und Händlern kann sehr stark werden.
- Zwischen Hersteller und Händler kann Streit darüber entstehen, wem welcher Anteil am durch Category Management erreichten Extragewinn zusteht.[52]